# Cinéma congolais (RDC)
Pour les articles homonymes, voir Cinéma congolais.

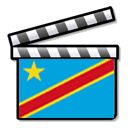
Un clap aux couleurs du drapeau congolais (RDC).

Le cinéma congolais (RDC) est né de films éducatifs et de propagande pendant l'ère coloniale du Congo belge. Le développement d'une industrie cinématographique locale après que la république démocratique du Congo a obtenu son indépendance de la Belgique en 1960 et a été handicapée par une guerre civile constante.
Entre 1971 et 1997, le cinéma congolais (RDC) est connu sous le nom de cinéma zaïrois.

## Cinéma belgo-congolais
Pendant la période coloniale, avant que le pays n'acquière son indépendance sous le nom de Zaïre, les administrateurs du Congo belge n'autorisaient pas les Africains à regarder des films étrangers, officiellement parce qu'ils disaient qu'ils ne pouvaient pas comprendre la différence entre la réalité et la fiction. En réalité, les autorités craignaient que les films ne provoquent des comportements subversifs. Le Bureau gouvernemental du cinéma et de la photo a réalisé des films pour la population locale dans les années 1940, sur des thèmes éducatifs et/ou de propagande. Des travailleurs africains étaient employés par le bureau et apprenaient les techniques de base de la production cinématographique.
Deux sociétés dirigées par des prêtres catholiques employaient également des africains pour réaliser des films sur les valeurs religieuses :
- Le Centre congolais d'action catholique cinéma (CCCAC) à Léopoldville
- Films africains au Kivu.

Le CCCAC a créé une série de courts métrages intitulée Les Palabres de Mboloko (Contes de Mboloko), mettant en vedette une antilope animée. Le gouvernement a gardé un contrôle strict sur le format et le contenu des films produits par ces deux sociétés.
Belgavox, fondée en 1950 à Bruxelles par George Fannoy, a réalisé des documentaires et des faits divers en RDC.

## Après l'indépendance

### Cinéma zaïrois

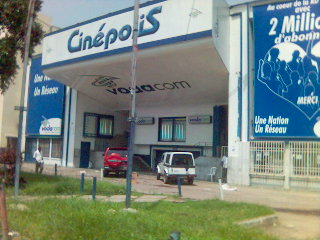
Salle de cinéma en République démocratique du Congo

Après l'indépendance du Congo de la Belgique en 1960, le pays a connu une série de guerres civiles qui ont largement détruit l'industrie cinématographique naissante. Des soutiens étrangers ont permis à certains réalisateurs de créer des films en RDC, notamment ceux du ministère français des affaires étrangères. Le gouvernement de la RDC s'est montré intéressé à aider au développement d'une industrie cinématographique locale. Presque tous les cinéastes congolais vivent et travaillent à l’étranger.
Mwezé Ngangura est le réalisateur congolais le plus connu, réalisant son premier court métrage Tamtam électronique en 1973 et son premier long métrage congolais, La Vie est Belle en 1987. Ses Pièces d'identité, une comédie musicale, ont remporté l'Étalon de Yennenga au Festival panafricain du cinéma et de la télévision de Ouagadougou en 1999.
Raoul Peck, un Haïtien élevé au Zaïre, a réalisé le documentaire Lumumba, la mort d’un prophète (1991), sur la vie de Patrice Lumumba, qui a conduit le pays à l'indépendance. Kibushi N'djate Wooto a réalisé le court métrage d'animation Crapaud chez ses beaux-parents en 1992, avec un financement français.
En 1994, Josef Kumbela réalise le court métrage Perle noire, qu'il fait suivre d'une série d'autres courts métrages. La comédie dramatique Macadam Tribu (1996) de José Laplaine se moquait de la quête constante d'argent, de statut et de sexe dans les quartiers urbains d'Afrique.

### Cinéma congolais (RDC)
Petna Ndaliko est une cinéaste et activiste de renommée internationale qui a fondé et dirige le Centre culturel africain et Salaam Kivu International Film Festival (sco) (SKIFF). SKIFF, le premier festival de cinéma en RDC, a réuni plus de 15 000 personnes en dix jours. Le festival projette du cinéma international et local, propose un concert en plein air et de nombreux concours de danse. En 2014, SKIFF a célébré son 10e anniversaire. Cependant, comme l'indique le documentaire de Guy Bomanyama-Zandu de 2005 , Le Congo, quel cinéma !, les productions locales ont aujourd’hui du mal à gagner de l’argent. Le film suit trois techniciens congolais (Claude Mukendi, Pierre Mieko et Paul Manvidia-Clarr) et Ferdinand Kanza, réalisateur qui a réalisé des films dans les années 1970 et qui travaille aujourd'hui à la Radio Télévision Nationale du Congo. Un autre documentaire de 2005 du même réalisateur, La Mémoire du Congo en péril, décrit la cinémathèque congolaise. La bibliothèque possède des milliers de films qui font partie de l'histoire du cinéma congolais, certains remontant à 1935. Ils sont en très mauvais état et risquent d’être perdus.
En 2009, le Haut Commissariat des Nations unies pour les réfugiés utilisait le cinéma pour briser les tabous sur le viol, monnaie courante pendant les guerres civiles. Le documentaire Breaking the Silence traite des violences sexuelles et des abus envers les femmes, des sujets que la plupart des gens hésitent à aborder. Il a été réalisé par IF Productions des Pays-Bas et est projeté dans un cinéma mobile géré par Search for Common Ground (SFCG), une ONG basée aux États-Unis. Les projections se déroulent souvent en plein air, alimentées par un générateur. Néanmoins, en 2015, le gouvernement de la RDC a annulé les projections programmées de L'homme qui répare les femmes de Thierry Michel sur le Dr Denis Mukwege, candidat au prix Nobel qui soigne les survivants de viol, de torture et de mutilation dans le cadre de la violence contre les femmes. une situation endémique aux guerres civiles congolaises. Lambert Mende, le ministre des Communications de la RDC, a déclaré que le film constituait des «attaques injustifiées» contre des soldats.
Le cinéaste Balufu Bakupa-Kanyinda a contribué à l'organisation du premier festival de la Semaine du film congolais (Sefico) en mai 2011 au Zoo, un centre culturel. En juillet 2001, Balufu Bakupa-Kanyinda a annoncé au Festival du cinéma africain de Khouribga, au Maroc, son intention d'acquérir quatre cinémas à Kinshasa. Il cherchait des partenaires pour l'aider à acquérir les cinémas destinés à desservir Kinshasa, une ville de dix millions d'habitants mais dépourvue de cinéma du tout. L'industrie a reçu le surnom de CongoFilmz pour aider à promouvoir le cinéma congolais et à le promouvoir davantage dans le monde entier.